# Балканец
Балканец е село в Северна България. То се намира в община Троян, област Ловеч.

## География
Село Балканец се намира в планински район, на 5 км южно от град Троян, разположено е по долината на река Кнежа, приток на река Бели Осъм. От селото започва проходът Троян-Карнаре, по който се стига и до курортното градче Беклемето.

## Население
Численост и дял на етническите групи според преброяването на населението през 2011 г.:
|                     | Численост | Дял (в %) |
| Общо                | 259       | 100,00    |
| Българи             | 209       | 80,69     |
| Турци               | 0         | 0,00      |
| Цигани              | 0         | 0,00      |
| Други               | 0         | 0,00      |
| Не се самоопределят | 0         | 0,00      |
| Неотговорили        | 49        | 18,91     |

## Религии
100% от населението изповядват православно християнство. Храм „Св. Йоан Рилски“ с. Балканец.

## Обществени институции
- Младежки клуб
- Народно читалище „Творчество 1928“
- Културен клуб на пенсионера
- Детско-юношеска група „Децата на Балканец“

## Кметове
- 2003 – 2007 Минко Владов Михов – кметски наместник
- 2007 – 2011 Минко Владов Михов – кмет (ГЕРБ)
- 2011 – 2015 Боряна Въчева Стефанова – кметски наместник
- 2015 – Теменужка Дончева Пелова-Зунева – кмет (БСП)

## Редовни събития
19 октомври – храмов празник и събор на селото.